# 藤村龍至
藤村 龍至（ふじむら りゅうじ、1976年12月17日 - ）は、日本の建築家。東京藝術大学建築科准教授、RFA（アール・エフ・エー）主宰。「アーバンデザインセンター大宮(UDCO)」副センター長。

## 概要
- 東京工業大学塚本由晴研究室出身[3]
- 東京理科大学、首都大学東京、日本女子大学などで非常勤講師をつとめたのち2010年から東洋大学建築学科で専任講師
- 2016年から東京藝術大学建築科で准教授。早稲田大学、東京工業大学などで非常勤講師
- 目黒区、相模原市、茨城県高萩市、神奈川県葉山町、千葉県松戸市などで「公共施設総合管理計画」の策定に関わる
- さいたま市、埼玉県所沢市、千葉県松戸市、台東区上野、愛知県岡崎市、神戸市、福岡県古賀市などで公有地利活用をベースにした都市再生プロジェクトに関わる
- 鳩山ニュータウン(埼玉県鳩山町)、椿峰ニュータウン(埼玉県所沢市)などでニュータウン活性化を手掛ける
- 父は津田塾大学名誉教授の藤村瞬一（1928 - 2014）

## 略歴
- 1976年 東京都生まれ
- 1995年 埼玉県立川越高等学校卒業
- 2000年 東京工業大学工学部社会工学科卒業
- 2002年 東京工業大学大学院理工学研究科建築学専攻修士課程修了
- 2002年 - 2003年 ベルラーヘ・インスティテュート（オランダ）
- 2003年 - 2008年 東京工業大学大学院理工学研究科建築学専攻博士課程
- 2005年 藤村龍至建築設計事務所（現RFA）設立
- 2010年 - 2016年 東洋大学理工学部建築学科専任講師
- 2016年 - 東京藝術大学美術学部建築科准教授

## 活動
- 2021年より台東区「上野地区まちづくりビジョン推進会議」委員
- 2021年 - 2023年 所沢市「寿町歴史的建造物整備活用基本方針策定委員会」委員
- 2020年 - 2021年 鳩山町「総合計画審議会」委員
- 2019年より所沢市「景観審議会」会長
- 2018年 - 2019年 国土交通省「ストリートデザイン懇談会」委員（副座長）[4]
- 2017年より「アーバンデザインセンター大宮(UDCO)」副センター長/ディレクター[5]
- 2017年より「鳩山町コミュニティ・マルシェ」総合ディレクター[6]
- 2017年 - 2019年 日本建築学会理事（図書）[7]
- 2017年 - 2019年 建築雑誌編集委員会委員長[8]
- 2015年 - 2018年 彩の国さいたま人づくり広域連合「政策課題共同研究」講師[9]
- 2015年より松戸市「公共施設再編整備推進審議会」(副会長)
- 2015年より川越市「歴史的風致維持向上協議会」委員
- 2015年より岡崎市「乙川リバーフロント地区整備計画」「QURUWA戦略」まちづくりデザインアドバイザー[10]
- 2007年から2011年にかけてTEAM ROUNDABOUTとしてフリーペーパー『ROUNDABOUT JOURNAL』を発行、またイベント「LIVE ROUNDABOUT JOURNAL」を企画、制作
- 学生時代から建築デザイン分野で受賞歴がある

## 主な建築作品
- 2023年 十津川村災害対策本部拠点施設
- 2023年 VOXEL APARTMENT
- 2023年 孔の家
- 2022年 母の家
- 2021年 東峰村水源の森交流館
- 2020年 SPBS TORANOMON
- 2020年 グラウンドルーフ
- 2019年 はとやまハウス
- 2019年 旧東海道沿いの店舗
- 2019年 蕪珈琲
- 2019年 ひろかわ幼稚園保育所
- 2018年 Deep Learning Chair
- 2018年 小高パイオニアビレッジ
- 2018年 すばる保育園
- 2018年 つるがしま中央交流センター
- 2017年 OM TERRACE
- 2016年 白岡ニュータウンプロジェクト
- 2014年 G Chair
- 2014年 鶴ヶ島太陽光発電所環境教育施設
- 2013年 APARTMENT N
- 2013年 APARTMENT B
- 2012年 家の家
- 2011年 倉庫の家
- 2011年 小屋の家
- 2011年 APARTMENT S
- 2009年 ビルの家
- 2008年 BUILDING K
- 2005年 SHOP U

## 受賞歴
- 2025年 第28回木材活用コンクール最優秀賞（国土交通大臣賞）（十津川村災害対策本部拠点施設）[11]
- 2024年 Archi-Neering Design AWARD 2024 最優秀賞（十津川村災害対策本部拠点施設）[12]
- 2024年 Archi-Neering Design AWARD 2024 優秀賞（VOXEL APARTMENT）[13]
- 2024年 第19回ひろしま街づくりデザイン賞 部門賞（VOXEL APARTMENT）[14]
- 2024年 AACA賞 奨励賞（十津川村災害対策本部拠点施設）[15]
- 2023年 AACA賞 入選（VOXEL APARTMENT）
- 2023年 グッドデザイン賞（VOXEL APARTMENT）
- 2023年 復興計画賞（小高パイオニアヴィレッジ）
- 2022年 Archi-Neering Design AWARD 2022 優秀賞（グラウンドルーフ）
- 2022年 グッドデザイン賞（母の家）
- 2021年 あしたのまち・くらしづくり活動賞(鳩山町コミュニティ・マルシェ)
- 2021年 地域再生大賞 優秀賞（鳩山町コミュニティ・マルシェ）
- 2021年 建築九州賞 一般建築部門 佳作（グラウンドルーフ）
- 2021年 建築九州賞 一般建築部門 奨励賞（H幼稚園保育所）
- 2020年 AACA賞 奨励賞（すばる保育園）
- 2020年 日事連建築賞 奨励賞（すばる保育園）
- 2020年 グッドデザイン賞（SPBS TORANOMON）
- 2020年 キッズデザイン賞（すばる保育園）
- 2020年 日本建築学会作品選集（すばる保育園）
- 2019年 グッドデザイン賞 ベスト100（はとやまハウス）
- 2019年 グッドデザイン賞 入選　(小高パイオニアヴィレッジ)
- 2019年 日本建築学会作品選集 入選　(OM TERRACE)
- 2018年 建築九州賞(作品賞)　佳作　(すばる保育園)*
- 2018年 子ども環境学会 デザイン奨励賞（すばる保育園）
- 2018年 福岡県美しいまちづくり建築賞 大賞（すばる保育園）
- 2018年 グッドデザイン賞（すばる保育園）
- 2017年 グッドデザイン賞 ベスト100（OM TERRACE）
- 2017年 グッドデザイン賞 入選　(リフレ新白岡コミュニティガーデン街区)
- 2016年 日本建築学会作品選集新人賞（鶴ヶ島太陽光発電所環境教育施設・家の家）
- 2014年 SD レビュー 入選（鶴ヶ島・未来との対話プロジェクト 2013）
- 2008年 第29回INAXデザインコンテスト 審査員特別賞（BUILDING K）
- 2002年 エス・バイ・エル住宅設計競技「アインシュタインの家」佳作
- 2000年 エス・バイ・エル住宅設計競技「小堀遠州の家」最優秀賞

## 著作

### 単著
- 『ちのかたち』TOTO出版 2018年8月22日 ISBN 4887063741
- 『批判的工学主義の建築』 NTT出版 2014年9月24日 ISBN 4757160623
- 『プロトタイピング』LIXIL出版 2014年9月16日 ISBN 4864800138

### 編著
- 『アーキテクト2.0』 彰国社 2011年11月1日
- 『1995年以後』エクスナレッジ 2009年2月21日 ISBN 4767807808

### 共著
- 『商業空間は何の夢を見たか 1960~2010年代の都市と建築』三浦展＋南後由和＋藤村龍至 平凡社 2016年9月24日
- 『これからの日本に都市計画は必要ですか』蓑原敬＋饗庭伸＋姥浦道生＋中島直人＋野澤千絵＋日埜直彦＋藤村龍至＋村上暁信 学芸出版社 2014年5月26日
- 『現在知vol.1 郊外 その危機と再生』三浦展＋藤村龍至 NHK出版 2013年4月24日
- 『コミュニケーションのアーキテクチャを設計する―藤村龍至×山崎亮対談集』藤村龍至＋山崎亮 彰国社 2012年7月1日
- 『設計の設計』柄沢祐輔＋田中浩也＋ドミニク・チェン＋藤村龍至＋松川 昌平 INAX 2011年9月20日
- 『地域社会圏モデル』山本理顕＋中村拓志＋藤村龍至＋長谷川豪＋原広司＋金子勝＋東浩紀 INAX出版 2010年3月30日